# Aparatul lui Weber
Aparatul lui Weber este un șir de oscioare, care leagă vezica înotătoare cu labirintul urechii interne, la peștii din ordinul cipriniforme (Cypriniformes). Prin ajutorul aparatului Weber, care constă din trei, rareori patru perechi de osișoare (claustrum, scaphium, intercalarium, tripus), pe de o parte se transmit vibrațiile vezicii înotătoare la urechea internă, iar pe de altă parte peștele află tensiunea din vezica înotătoare. Aparatul lui Weber fost descris de Ernst Heinrich Weber în 1820.

## Anatomie
Aparatul lui Weber la cipriniforme este format dintr-o înlănțuire de trei, rareori patru perechi de osișoare (oscioarele lui Weber) așezate între vezica înotătoare și labirintul membranos al urechii interne, ele încunoștințează peștele despre variațiile presiunii gazelor din vezică. Osișoarele derivă în parte din părțile ventrolaterale ale primele trei vertebre, în parte din coastele corespunzătoare. Aceste oscioare sunt analoge, din punct de vedere fiziologic, cu ciocanul, nicovala și scărița din urechea medie de la mamifere, cu columela din urechea medie de la celelalte vertebrate. Morfologia și funcțiunea lor au fost studiate aprofundat de Chranilov (1927).
Aparatul lui Weber e format din trei, mai rar patru perechi de oscioare, și anume de fiecare parte : tripus, intercalarium, scaphium și claustrum. Cele două sacule ale labirintului membranos ale urechii comunică printr-un canal transversal, care proeminează într-o cameră perilimfatică, sinusul impar, iar acesta se prelungește în două diverticule ce ies din craniu printr-un mic orificiu. Vezica înotătoare are un compartiment anterior numit camera cu gaze a lui Weber. Pe peretele anterior al acesteia se sprijină cu un capăt al lor piesele din perechea posterioară a lanțului de osișoare ale lui Weber. Fiecare din aceste piese, numită tripus (sau malleus, ciocan), stă în legătură cu capătul anterior al său, printr-un ligament, cu un osișor din perechea anterioară, numit scaphium (sau stapes, scăriță). Scărița este așezată pe diverticulul sinusului impar. Un al treilea osișor, numit intercalarium (sau incus, nicovală) este prins și el cu un capăt pe același ligament, ca și celelalte două piese, iar cu celălalt capăt este articulat pe corpul vertebrei a doua. El ușurează mișcarea sistemului de pârghii care alcătuiesc aparatul lui Weber. Variațiile de presiune a gazelor din vezica înotătoare sunt transmise prin acest sistem de pârghii la labirintul membranos al urechii, care percepe aceste variații.

## Funcție
Prin aparatul lui Weber, se transmite urechii interne presiunea aerului din vezica înotătoare, respectiv adâncimea la care se găsește peștele și se transmit la urechea internă undele sonore captate la nivelul vezicii înotătoare.
Aparatul lui Weber în numeroase variante se găsește la peștii din familiile ciprinide, cobitide, caracinide și siluride, numiți ostariofizi (Ostariophysi). La acești pești vezica înotătoare comunică cu tubul digestiv.